# جوردی امبولا
جوردی امبولا (انگلیسی: Jordi Mboula؛ زادهٔ ۱۶ مارس ۱۹۹۹) بازیکن فوتبال اهل اسپانیا است.
از باشگاه‌هایی که در آن بازی کرده‌است می‌توان به باشگاه فوتبال بارسلونا اشاره کرد.
وی همچنین در تیم‌های ملی فوتبال زیر ۱۷ سال اسپانیا بازی کرده‌است.